# Nechama Drober
Nechama Drober, geb. Hella Markowsky (* 17. August 1927 in Königsberg i. Pr.; † 9. August 2023 in Israel), war eine deutsch-israelische Autorin. Sie war lange Zeit, neben Michael Wieck, die einzige noch lebende Jüdin, die die Verfolgung der jüdischen Bevölkerung durch die Deutschen und die Lage unter sowjetischer Herrschaft in Königsberg bezeugen konnte.

## Leben
Am 24. Juni und am 24./25. August 1942 war sie Augenzeugin der deutschen Deportationen von Königsberger Juden. Sie verlor engste Freunde, Verwandte und Schulkameraden. Keine drei Jahre später erlebte sie die Schlacht um Königsberg und die Eroberung von Ostpreußens Provinzialhauptstadt durch die Rote Armee. Im April 1945 wurde ihr Vater nach Sibirien verschleppt. Ihre Mutter Martha und ihr fünfjähriger Bruder Denny verhungerten. Als „deutsche Faschistin“ geschmäht, floh sie über Litauen nach Kischinew in Moldawien. 1990, im Alter von 63 Jahren, emigrierte sie von dort nach Israel.
Um in Kaliningrad an die deportierten Juden zu erinnern, initiierte sie die Anbringung einer Gedenktafel am Bahnhof Kaliningrad Sewerny. Die Tafel wurde am 24. Juni 2011 eingeweiht.
In einem Zeitzeugengespräch am 20. Juni 2012 im Berliner Centrum Judaicum sprach sie über ihre Heimat Königsberg. Unter den 120 Gästen waren Bundestagspräsident Norbert Lammert und Klaus Weigelt, Vorsitzender der Stadtgemeinschaft Königsberg.
Bei der feierlichen Einweihung der Kaliningrader Synagoge an der historischen Stelle der Neuen Synagoge Königbergs am 8. November 2018 war Nechama Drober als Ehrengast anwesend.
Ihre Geschichte zur Zeit des Nationalsozialismus wird in der Ausstellung zur Geschichte der Königsberger Juden des seit September 2022 geöffneten Museums in dem Gebäude der Synagoge dargestellt. Ihre Stimme ist bei Schilderungen zu Arbeitslagern in Ostpreussen als Zeitzeugin zu hören und sie ist ein geschilderter Fall in der Videoinstallation über Kinder der Jüdischen Schule.

## Ehrungen
- Bundesverdienstkreuz am Bande (16. November 2014)[9]

## Werke
- Ich heiße jetzt Nechama. Geschichte eines Lebens zwischen Königsberg i. Pr., Moldawien und Israel. Stuttgart 2007, ISBN 978-3-00-019740-6